# Emmerdale
Emmerdale (bis 1989 Emmerdale Farm) ist eine preisgekrönte Seifenoper im britischen Fernsehen. Erstmals lief die Serie am 16. Oktober 1972. Sie ist eine der bekanntesten Seifenopern im britischen TV. Vor ihr liegen nur noch Coronation Street und EastEnders. Im Oktober 2007 feierte sie ihr 35. Jubiläum. Vorbild war die irische Seifenoper The Riordans.
Die Serie spielt im fiktiven gleichnamigen Ort in West Yorkshire. Ein Großteil der Handlung spielt sich im örtlichen Pub (Woolpack Inn) ab.
Von Montag bis Freitag ist Emmerdale in der Regel um 19 Uhr auf ITV zu sehen. Jede Folge dauert inklusive Werbung ca. 30 Minuten. Die Folge am Donnerstag ist 60 Minuten lang und wird von 19 bis 19:30 Uhr und 20 bis 20:30 Uhr ausgestrahlt. Die Pause zwischen 19:30 und 20:00 Uhr fällt genau in die Sendezeit von EastEnders auf BBC 1 am Donnerstagabend. Diese Trennung ist gewollt: Die vier großen Soaps (Coronation Street und Emmerdale auf ITV, EastEnders auf BBC 1 und Hollyoaks auf Channel 4) werden jeweils so ausgestrahlt, dass Zuschauer theoretisch alle vier Serien schauen können, ohne Folgen aufnehmen oder auf Wiederholungen warten zu müssen. Am Wochenende wiederholt ITV 2 alle Folgen der abgelaufenen Woche. Bei dieser Wiederholung wird eine Simultanübersetzung in Gebärdensprache angeboten.
Ursprünglich wurde die Serie von Yorkshire Television produziert und von allen ITV-Stationen übernommen. Nach dem Zusammenschluss der meisten ITV-Stationen zur ITV, plc. wird die Serie nun von ITV Studios produziert.
Im Juni 2008 wurde die 5000. Episode ausgestrahlt. Zum 40. Jubiläum der Serie im Jahr 2012 wurde eine Episode komplett live übertragen.

## Besetzung
Sortiert nach der Reihenfolge des Einstiegs.
| Schauspieler                     | Rollenname                                | Jahre                  |
| -------------------------------- | ----------------------------------------- | ---------------------- |
| Ryan Hawley (seit 2014)          | Robert Sugden                             | 1986–2005, 2009, 2014– |
| Chris Chittell                   | Eric Pollard                              | 1986–                  |
| Claire King                      | Kim Tate                                  | 1989–1999 2018–        |
| Isabel Hodgins (seit 2006)       | Victoria Barton                           | 1994–                  |
| Steve Halliwell                  | Zak Dingle                                | 1994–2023              |
| James Hooton                     | Sam Dingle                                | 1995–1998, 2000–       |
| Alexander Lincoln (seit 2019)    | Jamie Tate                                | 1996–1999 2019–        |
| Mark Charnock                    | Marlon Dingle                             | 1996–                  |
| Dominic Brunt                    | Paddy Kirk                                | 1997–                  |
| Samantha Giles                   | Bernice White                             | 1998–2002, 2004, 2012– |
| Eden Taylor-Draper (seit 2005)   | Belle Dingle                              | 1998–                  |
| Elizabeth Estensen               | Diane Sugden                              | 1999–                  |
| Jeff Hordley                     | Cain Dingle                               | 2000–2006, 2009–       |
| Emma Atkins                      | Charity Dingle gesch. Sharma; gesch. Tate | 2000–2005, 2009–       |
| Tony Audenshaw                   | Bob Hope                                  | 2000–                  |
| Patrick Mower                    | Rodney Blackstock                         | 2000–                  |
| Sally Dexter (seit 2017)         | Faith Dingle                              | 2000, 2004, 2017–      |
| Nicola Wheeler                   | Nicola King                               | 2001–                  |
| Zoe Henry (seit 2010)            | Rhona Goskirk                             | 2001, 2002, 2010–      |
| Rosie Bentham (seit 2016)        | Gabby Thomas                              | 2001–                  |
| Charlotte Bellamy                | Laurel Thomas                             | 2002–                  |
| Lucy Pargeter                    | Chas Dingle                               | 2002–                  |
| Charley Webb                     | Debbie Dingle                             | 2002–                  |
| Meg Johnson                      | Pearl Ladderbanks                         | 2003–                  |
| Danny Miller (seit 2008)         | Aaron Dingle                              | 2003–2012, 2014–       |
| Nick Miles                       | Jimmy King                                | 2004–                  |
| Jack Downham (seit 2009)         | Noah Dingle                               | 2004–2005 2009–        |
| Jenna Coleman                    | Jasmine Thomas                            | 2005–2009              |
| Matthew Wolfenden                | David Metcalfe                            | 2006–                  |
| Duncan Preston                   | Douglas „Doug“ Potts                      | 2007–11, 2014–         |
| Lesley Dunlop                    | Brenda Walker                             | 2008–                  |
| Roxy Shahidi                     | Leyla Harding                             | 2008–11, 2013–         |
| Natalie J. Robb                  | Moira Dingle                              | 2009–                  |
| Ash Palmisciano                  | Matti Barton (früher Hannah)              | 2009–2012 2018–        |
| Chris Bisson                     | Jai Sharma                                | 2009–                  |
| Fiona Wade (seit 2011)           | Priya Kotecha                             | 2009–                  |
| Joe-Warren Plant                 | Jacob Gallagher                           | 2010–                  |
| Natalie Ann Jamieson (seit 2019) | Amy Wyatt                                 | 2010–2013 2019–        |
| Bhasker Patel                    | Rishi Sharma                              | 2011–                  |
| Liam Fox                         | Daniel Wayne „Dan“ Spencer                | 2011–                  |
| Gaynor Faye                      | Megan Macey                               | 2012–                  |
| Laura Norton                     | Kerry Wyatt                               | 2012–                  |
| Michelle Hardwick                | Vanessa Woodfield                         | 2012–                  |
| Katherine Dow Blyton             | Harriet Finch                             | 2013–                  |
| Anthony Quinlan                  | Pete Barton                               | 2013–                  |
| Jonny McPherson                  | Liam Cavanagh                             | 2014–                  |
| Amy Walsh                        | Tracy Shankley                            | 2014–                  |
| Isobel Steele                    | Liv Flaherty                              | 2016                   |
| Michael Praed                    | Frank Clayton                             | 2016–2019              |
| Karen Blick                      | Lydia Hart                                | 2016-                  |
| Andrew Scarborough               | Graham Foster                             | 2017–                  |
| Sandra Marvin                    | Jessie Grant                              | 2017–                  |
| Mimi Slinger                     | Leanna Canagh                             | 2018–                  |
| Louisa Clein                     | Maya Stepney                              | 2018–                  |
| Olivia Bromley                   | Dawn Taylor                               | 2018–                  |
| James Moore                      | Ryan Stocks                               | 2018–                  |
| Rebecca Sarker                   | Manpreet Sharma                           | 2018–                  |
| Asan N’Jie                       | Ellis Chapman                             | 2018–                  |
| Jay Kontzle                      | Billy Fletcher                            | 2018–                  |
| Joshua Richards                  | Bear Wolf                                 | 2019–                  |
| Dean Andrews                     | Will Taylor                               | 2019–                  |
| Jurell Carter                    | Nate Robinson                             | 2019–                  |
| Anna Nightingale                 | Andrea Tate                               | 2019–                  |
| und andere                       |                                           |                        |

## Drehorte
Der Originalfilmplatz wechselte, ist aber immer in North Yorkshire geblieben.
Zuerst war es Arncliffe. Das örtliche Hotel (richtiger Name The Falcon) wurde genutzt, um den erfundenen Pub (Woolpack) darzustellen. Als der Ort wegen der Filmarbeiten bekannter wurde, zog man bereits 1976 wieder um.
Esholt (ca. 1500 Einwohner) war nun bis 1998 das Dorf für die Außenaufnahmen. Die örtliche Kneipe (Dorf-Pub) wurde während der Dreharbeiten sogar von „Commercial Inn“ in „Woolpack Inn“, wie der Pub auch in der Serie heißt, umbenannt. Esholt wurde durch die Dreharbeiten ebenfalls eine bekannte Touristenattraktion.
Seit 1998 werden die Außenaufnahmen, die in Emmerdale stattfinden – bis auf wenige Ausnahmen – auf einem eigens dafür gebauten Set in der Nähe von Leeds gedreht. Aufgrund ihrer Bauart gelten die Gebäude nach britischem Recht als temporär. ITV Studios muss daher die Baugenehmigung alle zehn Jahre erneuern oder „Emmerdale“ abreißen. Natürlich gibt es für Letzteres derzeit keine Planungen. Szenen, die in der Umgebung spielen, werden ebenfalls größtenteils in und um Leeds gedreht. So wird Otley für den fiktiven Ort Hotten benutzt.
Die Gebäude der Farm befinden sich nahe dem Dorf Leathley (auch in North Yorkshire). Weiteres Filmmaterial wurde in der Benton Park School in Rawdon und der Grundschule in Farnley aufgenommen. Die Innenaufnahmen wurden zumeist im Emmerdale Produktions-Center in Leeds aufgenommen. Anfang 2009 fanden auch Filmarbeiten in Belfast statt.

## Sendegebiete
In Irland wird Emmerdale zeitgleich auf TV 3 ausgestrahlt.
Auch in Schweden kann man sie seit den siebziger Jahren im TV sehen. Ursprünglich strahlte TV2 die Serie aus. Seit 1994 wird Hem till gården, wie die Serie in Schweden heißt, montags bis freitags um 12:25 Uhr bei TV4 gezeigt, natürlich mit zeitlichem Verzug. In Schweden werden werktags jeweils 2 Folgen gesendet, so dass TV 4 immer mehr zur britischen Ausstrahlung aufholt. Inzwischen beträgt der Abstand unter einem Jahr.
In Finnland läuft Emmerdale Montag bis Freitag um 18 Uhr (Wiederholung um 10:40 Uhr am Folgetag) auf MTV3.
Anfang 2007 wurde verkündet, dass Emmerdale auch in Rumänien gezeigt werden soll. Der rumänische Sender Pro TV hat 50 Episoden der Serie gekauft.
Außerhalb Europas wird Emmerdale zum Beispiel in Australien, Neuseeland und Kanada gesendet. Über Satellitenfernsehen (Granada UKTV) erreicht es auch Zuschauer im Mittleren Osten sowie auf Zypern und Malta.
Seit Anfang März 2017 ist Emmerdale erstmals auch in den USA zu sehen. Das neue Angebot britbox, das gemeinsam von der BBC und ITV betrieben wird, streamt aktuelle Folgen nur wenige Stunden nach ihrer Premiere im britischen Fernsehen.

## Trivia
Obwohl Emmerdale ein beschauliches Dorf ist, gibt es eine erstaunlich gut ausgebaute Infrastruktur: Es gibt einen gut besuchten Pub, die Home Farm, einen „Tante-Emma-Laden“, eine Tierarztpraxis, eine Kirche, eine Autowerkstatt, ein Bed & Breakfast, einen Schrottplatz, einen Beauty-Salon und eine Süßwarenfabrik, in der viele der Charaktere arbeiten. Im benachbarten fiktiven Ort Hotten gibt es weitere Bars, Restaurants und eine kleine LGBT-Szene. Eine Polizeidienststelle und ein Gefängnis in unmittelbarer Nähe runden die Einrichtungen ab. Eine Buslinie verbindet Emmerdale mit anderen Ortschaften in der Gegend.
Außerhalb Großbritanniens und Ländern, in denen Emmerdale im Fernsehen ausgestrahlt wird, ist die Serie vor allen Dingen wegen des von Danny B. Miller dargestellten schwulen Charakters Aaron Dingle (bis Mitte 2016 Aaron Livesy) bekannt. Dessen Beziehung zu Robert Sugden wird von der internationalen Fangemeinde „RobRon“ genannt. Vor dieser aktuellen Geschichte standen Aarons Coming Out und seine Beziehung zu Jackson im Mittelpunkt. Dieser wurde bei einem Unfall vollständig gelähmt und bat Aaron, ihm Sterbehilfe zu leisten. Miller wurde für seine Darstellung wiederholt mit wichtigen britischen Fernsehpreisen ausgezeichnet.